# 红江水库
红江水库是中国广西壮族自治区玉林市境内的一座水库，位于西江流域大洋河上，建于1978年。水库正常库容为791万立方米，集雨面积为8平方千米，海拔为176米。